# Meizu
Meizu Technology (кит. трад. 魅族科技有限公司), Meizu (кит. трад. 魅族, пиньинь mèi zú, палл. мэйцзу) — китайская компания, выпускающая потребительскую электронику, в частности смартфоны.

## История

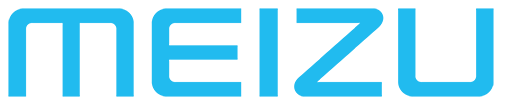
Логотип Meizu с 2015 по 2023

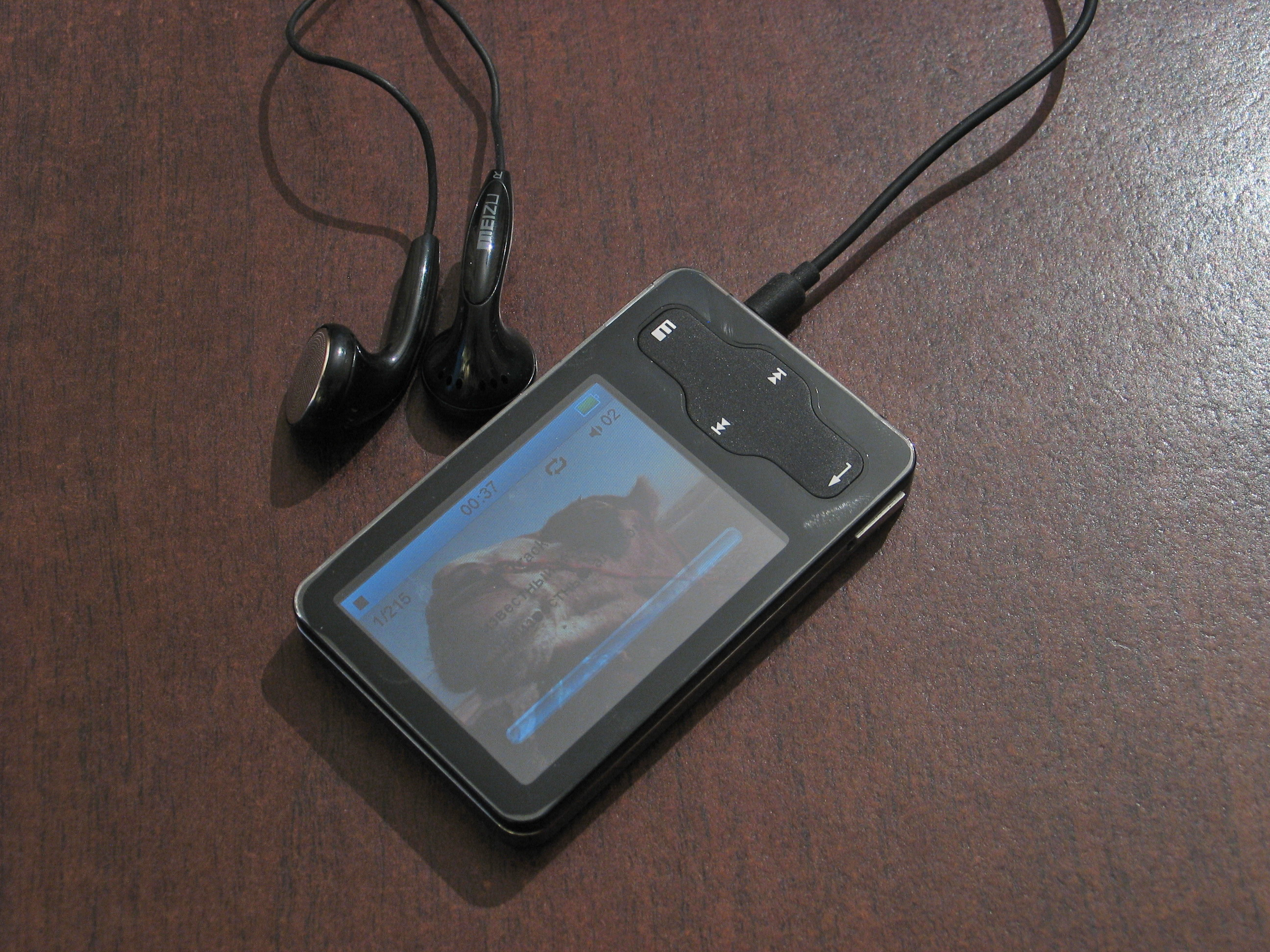
Meizu MiniPlayer M6

Компанию основал в 2003 году Хуан Сючжан (Huang Zhang, также известный как Джек Вонг). Название Meizu состоит из двух частей: Mei — человек, находящийся «в тренде», интересующийся новыми технологиями, Zu — группа людей. Фактически, дословно Meizu можно перевести как «группа гиков». Изначально в качестве основного направления деятельности были выбраны MP3-плееры, а позже MP4-плееры.
Первый смартфон Meizu M8 был анонсирован в январе 2007 года, для него была разработана операционная система Mymobile, основанная на Windows CE 6.0. Однако на выставке CeBIT он был показан только в марте 2008 года, и к этому времени продолжал находиться на стадии прототипа. Вскоре Apple подала на Meizu в суд в связи с чрезмерным сходством модели с iPhone; в 2010 году Meizu M8 был снят с производства, а продажи уже выпущенных смартфонов были запрещены.

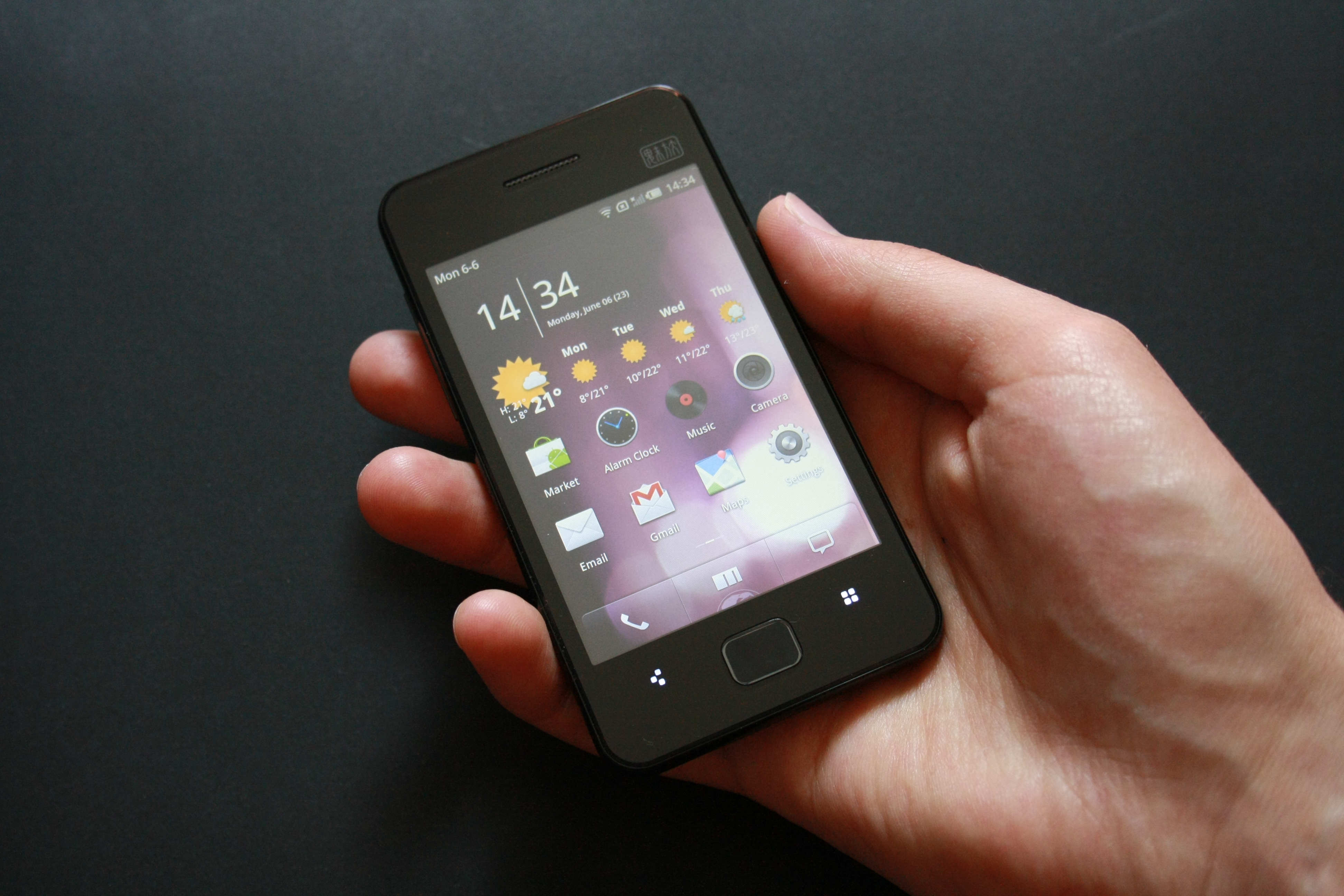
Meizu M9 — первый смартфон компании под управлением ОС Android

В январе 2011 года состоялся анонс следующего смартфона компании — Meizu M9, первого смартфона Meizu, который работал на Android; в нём использовался процессор Samsung Hummingbird. В этом же году Meizu открыла филиалы вначале в Гонконге, затем в России. Примерно в это же время основатель компании Хуан Сючжан начинает постепенно отходить от вопросов бизнеса, решив сосредоточиться на дизайне устройств и фирменной оболочке. Все рутинные дела по управлению компанией он постепенно переложил на Бай Юнсяна.

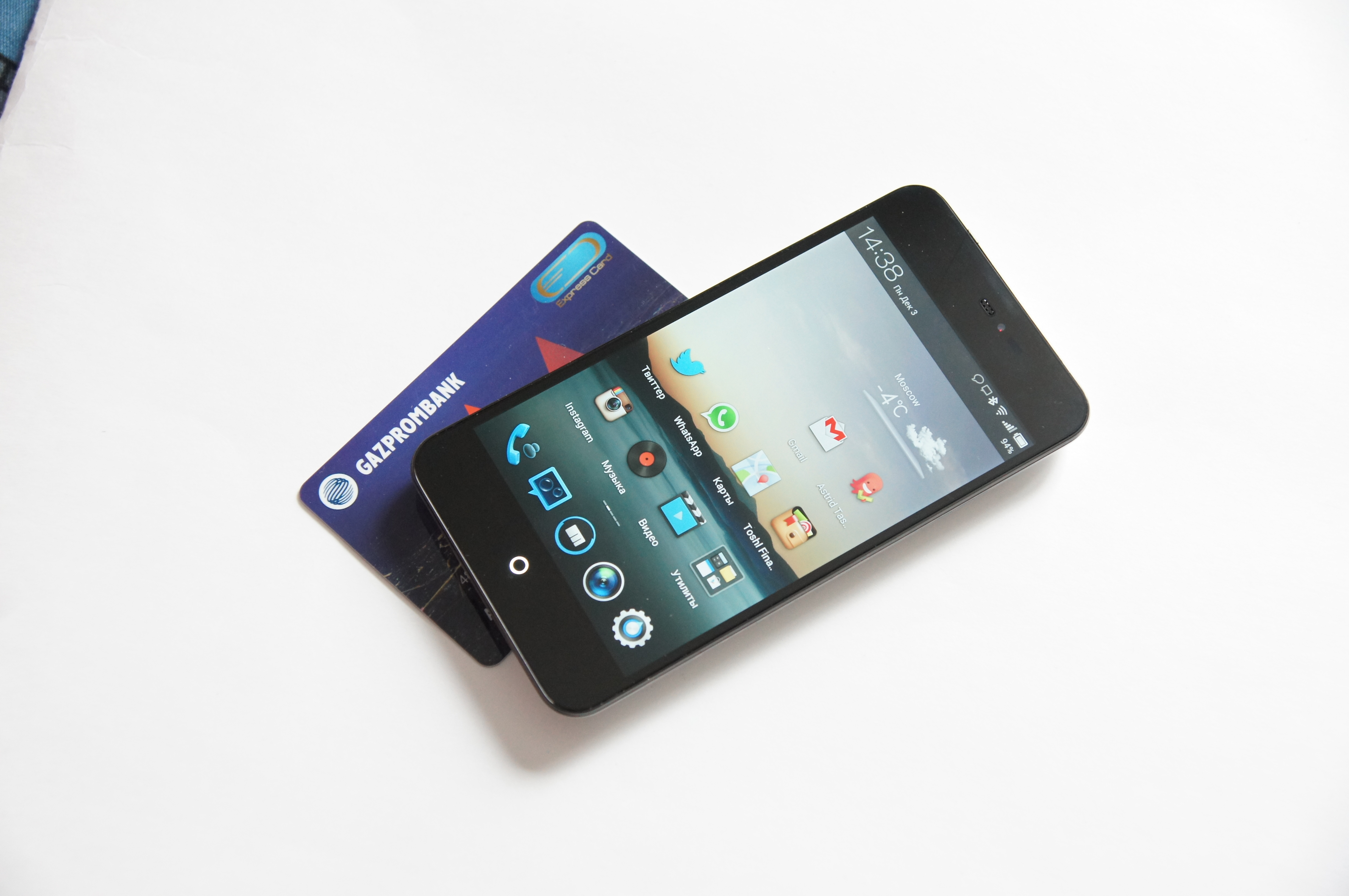
Meizu MX2

В январе 2012 года Meizu представила третий смартфон MX — так же назывался первый плеер компании. Смартфон получил новую операционную систему Flyme OS на базе Android и двухъядерный процессор Samsung Exynos на частоте до 1,4 ГГц. Как и в первой модели, так и в этой дизайнерские идеи заимствовались у Apple. В 2013 году была представлена модель Meizu MX3, первый в мире смартфон с 128 ГБ встроенной памяти; в нём также использовался процессор производства Samsung — Exynos 5410 Octa.
Смартфон Meizu MX4 был представлен на рынок в конце 2014 года, в нём использовался чипсет производства MediaTek. Также в 2014 году была запущена удешевлённая линейка Note, её первым представителем стал Meizu M1 Note.

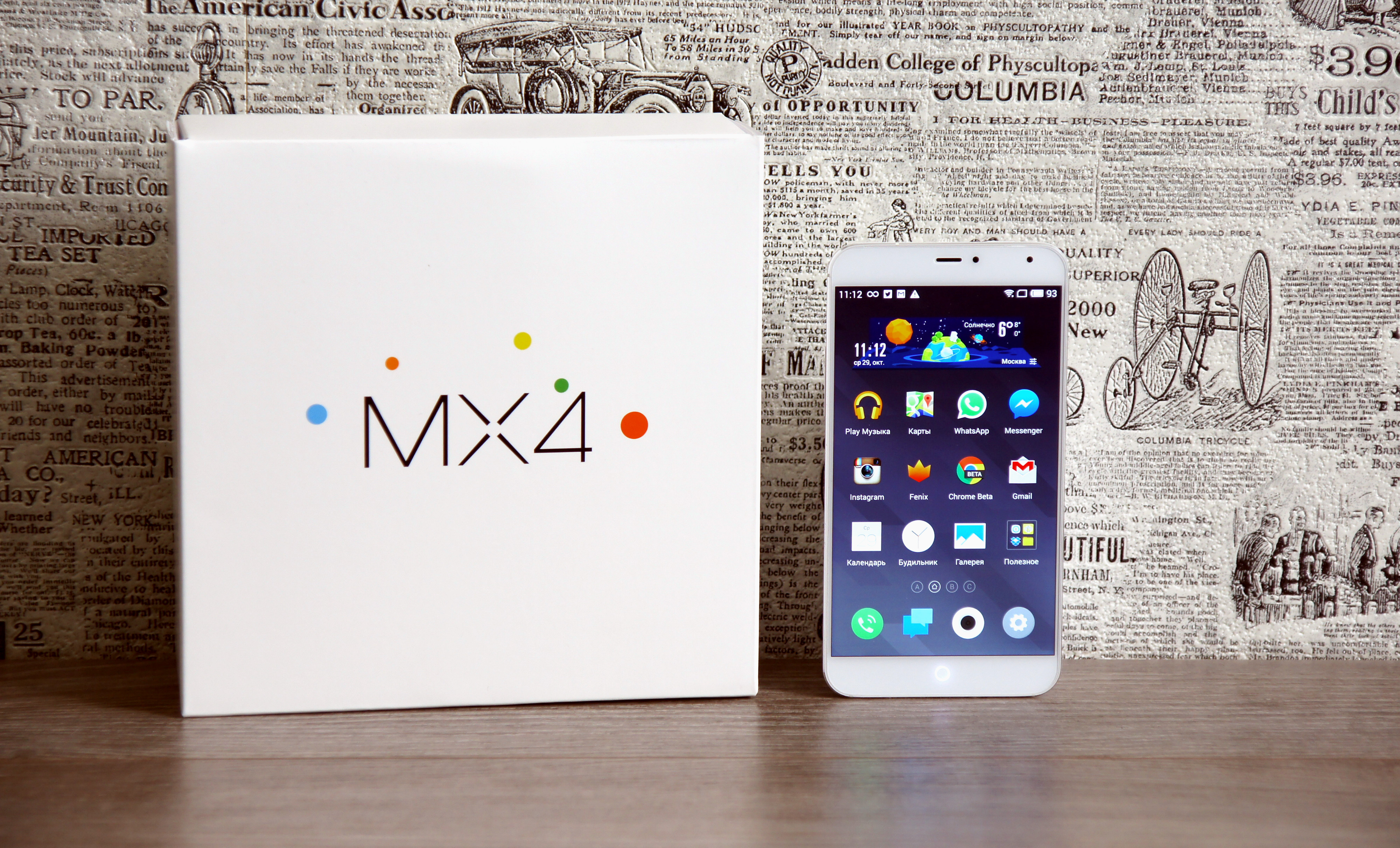
Meizu MX4

20 октября 2014 года была представлена особая версия смартфона Meizu MX4 на платформе YunOS. Согласно неофициальной информации в это же время разрабатывалась версия Meizu MX4 на основе CyanogenMod, но в итоге этот смартфон так и не был представлен. В марте 2015 года была анонсирована ещё одна версия этого смартфона, на этот раз под управлением Ubuntu Touch OS. В феврале 2016 к нему присоединился смартфон Meizu PRO 5 Ubuntu Edition, так же работающий на Ubuntu Touch OS.
В феврале 2015 года китайская компания Alibaba Group инвестировала в Meizu 590 млн долларов, и модельный ряд китайского производителя существенно увеличивается: появляется бюджетная M-серия, в которую входят компактные аппараты (M1 Mini) и фаблеты (M1 Note), позже к ним добавляются музыкальные флагманы из линейки Pro.
23 августа 2017 года компания Meizu представила свой первый смартфон на процессоре от Qualcomm — Meizu M6 Note.
В августе 2018 года компания представила два новых флагмана — Meizu 16th и 16 Plus. Оба устройства получили сканер отпечатков пальцев, встроенный прямо в дисплей.
24 января 2019 года компания представила первый в мире смартфон без отверстий — Meizu Zero. В апреле 2019 года Meizu анонсировала новый смартфон Meizu 16s, презентация которого состоялась в Китае. Однако вся продукция компании выпускалась небольшими партиями, Meizu не смогла создать эффективную дистрибьюторскую сеть даже на внутреннем рынке. По состоянию на IV квартал 2019 года Meizu занимала менее 1 % рынка смартфонов Китая.
3 марта 2021 Meizu представила новые смартфоны Meizu 18 и 18 Pro. 10 июня 2022 года Meizu опубликовала первый тизер Meizu 19.
В июне 2022 года Geely согласилась выкупить акции Meizu у двух её крупнейших акционеров: Huang Xiuzhang и Taobao China (владеющих 49,08 % и 27,23 % акций Meizu соответственно). По итогам сделки первая сохранила лишь 9,79 %, а вторая полностью вышла из акций Meizu, тогда как Geely получила 79,09 % — пакет, дающий единоличный контроль. В марте 2023 года Meizu Technology была объединена с Xingji Technology под названием Hubei Xingji Meizu Group.
18 февраля 2024 года компания Geely объявила, что прекратит производство смартфонов Meizu, сосредоточившись на продуктах с искусственным интеллектом. Однако 29 февраля произошёл анонс новой флагманской модели Meizu 21 Pro, которая тем не менее станет последним телефоном бренда.

### Смартфоны
- Meizu M9
- Meizu Metal
- Meizu M1
- Meizu M1 Note
- Meizu M2
- Meizu M2 Mini
- Meizu M2 Note
- Meizu M3
- Meizu M3s
- Meizu M3 Note
- Meizu M3E
- Meizu M3 Max
- Meizu M3X
- Meizu M5
- Meizu M5s
- Meizu M5c
- Meizu M5 Note
- Meizu M6
- Meizu M6S
- Meizu M6 Note
- Meizu M6t
- Meizu M8c
- Meizu M8
- Meizu M8 lite
- Meizu M8 Note
- Meizu Note 9
- Meizu X
- Meizu X8
- Meizu E2
- Meizu E3
- Meizu MX
- Meizu MX2
- Meizu MX3
- Meizu MX4
- Meizu MX4 Pro
- Meizu MX5
- Meizu MX5e
- Meizu MX6
- Meizu Pro 5
- Meizu Pro 6
- Meizu Pro 6s
- Meizu Pro 6 Plus
- Meizu Pro 7
- Meizu Pro 7 Plus
- Meizu U10
- Meizu U20
- Meizu 15
- Meizu 15＋
- Meizu 15 Lite (или M15)
- Meizu 16th
- Meizu 16th PLUS
- Meizu 16s
- Meizu 16s Pro
- Meizu 16Xs
- Meizu M9 Note
- Meizu M10
- Meizu 16t
- Meizu C9
- Meizu 17
- Meizu 17 Pro
- Meizu 18
- Meizu 18 Pro
- Meizu 18X
- Meizu 18s
- Meizu 18s Pro
- Meizu 20
- Meizu 20 Pro
- Meizu 20 Infinity
- Meizu 21
- Meizu 21 Pro

### Плееры
- Meizu E2
- Meizu E5
- Meizu E3
- Meizu E3C
- Meizu ME V6
- Meizu ME V6S
- Meizu ME V7
- Meizu MI V6
- Meizu MI V6S
- Meizu MI V7
- Meizu MX
- Meizu M3
- Meizu M6 TS
- Meizu M6 TP
- Meizu M6 SP
- Meizu M6 SL
- Meizu X2
- Meizu X3
- Meizu X6

### Операционная система
- Flyme OS
- Yun OS

## Другая продукция
В августе 2016 года состоялся анонс «умных» часов Meizu Mix. Гаджет выполнен в металлическом корпусе с круглым циферблатом диаметром 42 мм и прочным сапфировым стеклом. В отличие от других подобных устройств, Meizu Mix не имеют дисплея, а «умные» функции встроены прямо в механические часы.
Позже ассортимент был расширен наушниками EP51, EP52, HD50 и EP2X, а также внешние аккумуляторы.
В апреле 2019 года в Китае компания презентовала выпуск нового поколения беспроводных наушников POP2, в них реализованы интерфейс Bluetooth 5.0 и система интеллектуального шумоподавления.